# Kerkateskánd
Kerkateskánd is een plaats (község) en gemeente in het Hongaarse comitaat Zala. Kerkateskánd telt 180 inwoners (2001).